# Masasteron deserticola
Masasteron deserticola är en spindelart som beskrevs av Baehr 2004. Masasteron deserticola ingår i släktet Masasteron och familjen Zodariidae.
Artens utbredningsområde är Sydaustralien. Inga underarter finns listade i Catalogue of Life.